# Lừa đểu gặp lừa đảo
Lừa đểu gặp lừa đảo (tên gốc tiếng Thái: อ้าย..คนหล่อลวง, còn được biết đến với tên tiếng Anh: The Con-Heartist) là một bộ phim hài hước Thái Lan năm 2020 do đạo diễn Mez Tharatorn và hãng GDH 559 phát hành. Phim có sự tham gia của các diễn viên Nadech Kugimiya, Pimchanok Leuwisedpaiboon và Thiti Mahayotaruk.

## Nội dung
Một câu chuyện tình đầy hài hước xoay quanh cô nhân viên ngân hàng Ina (Baifern). Sau khi bị Petch (Bank) – người bạn trai cũ của mình bỏ trốn và để lại cho mình một món nợ, Ina lại gặp đen đủi một lần nữa khi tiếp tục bị lừa bởi một chuyên gia lừa đảo khác tên là Tower (Nadech), nhưng may mắn thay lần này Ina đã phát hiện kịp thời. Tuy nhiên thay vì giao Tower cho cảnh sát, Ina lại thuê Tower để lên kế hoạch trả thù người bạn trai cũ của mình. Và khi kế hoạch diễn ra, Ina phải đối mặt với những tình huống do chính mình tạo nên, cũng như phải đối mặt với những cảm xúc thật từ tận đáy lòng của mình.

## Diễn viên
- Nadech Kugimiya vai Tower
- Pimchanok Leuwisedpaiboon vai Ina
- Thiti Mahayotaruk vai Petch
- Pongsatorn Jongwilas vai Jone
- Kathaleeya McIntosh vai Nongnuch
- Chantavit Dhanasevi vai Samson

## Âm nhạc
- พี่ไม่หล่อลวง / Pee Mai Lor Luang - BamBam

## Đón nhận

### Doanh thu phòng vé
Phim thu về 3,68 triệu THB (khoảng 2,8 tỷ đồng) tại Thái Lan trong ngày đầu công chiếu, xếp thứ hai trên bảng xếp hạng doanh thu ngày đầu trình chiếu (3 tháng 12 năm 2020) các phim ra rạp ở Thái Lan năm qua. Sau 12 ngày, con số này cán mốc 72 triệu baht (gần 56 tỷ đồng). Tác phẩm còn được phát hành tại nhiều quốc gia và vùng lãnh thổ như Lào, Việt Nam, Malaysia, Brunei, Campuchia, Singapore, Đài Loan, Hong Kong, Macau, Indonesia, Nhật Bản, Hàn Quốc, Trung Quốc.
Tại Việt Nam, Theo bảng tổng doanh thu cho 3 ngày cuối tuần chiếu ngày 15 tháng 1 năm 2021, dẫn đầu với 6,47 tỷ. Tổng doanh thu của phim là 7,7 tỷ sau 5 ngày công chiếu tại quốc gia này.

### Đánh giá chuyên môn
Viết cho Thanh Niên, cây bút Mai Anh cho rằng Lừa đểu gặp lừa đảo "hài hước nhưng chưa thực sự thỏa mãn" khi dành lời khen: "Tuy có sự chênh lệch giữa hai yếu tố [lãng mạn và hài hước], phim vẫn hấp dẫn nhờ đạo diễn và biên kịch biết pha trò bằng nhiều cách khác nhau [...]. Hiệu ứng âm thanh thường được phối hợp với các cảnh gây cười như một cách nhấn nhá tạo cảm xúc.", dù vẫn cho rằng "điểm yếu của phim cũng chính là do sa đà vào chọc cười khán giả quá nhiều mà quên mất những phần khác như phát triển tâm lý nhân vật, xây dựng kịch bản chặt chẽ." Hà Trang từ VnExpress cũng đưa ra nhiều ý kiến trái chiều khi khen ngợi "phim vẫn thu hút người xem với nhiều hoàn cảnh trớ trêu của cặp nhân vật trái ngược tính cách", dù sau đó cũng thừa nhận rằng tác phẩm "có những chi tiết khiên cưỡng" và một số nhân vật có "tính cách hời hợt, dễ đoán."